# Teoría de trenzas

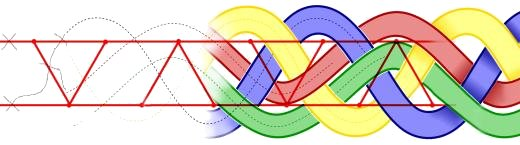
La trenza se asocia con una gráfica plana.

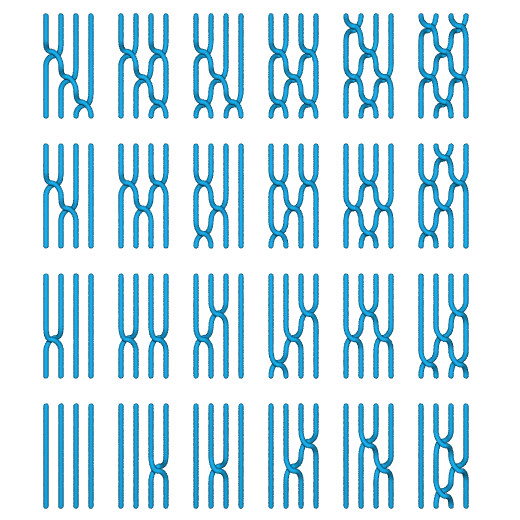
Los 24 elementos de un grupo de permutación de 4 elementos como trenzas. Notar que todos los cruces que se observan son del tipo izquierda sobre derecha y otras opciones son posibles. En efecto, el grupo de trenzas de dos o más hebras es infinito.

En el ámbito de la topología, una rama de las matemáticas, la teoría de trenzas es una teoría abstracta geométrica que estudia el concepto de las trenzas comunes y algunas generalizaciones. La idea es que las trenzas se pueden organizar en grupos, en los cuales la operación del grupo es 'realizar la primera trenza en el conjunto de cordeles, y luego continuar con la segunda sobre los cordeles entrelazados'. Tales grupos pueden ser descriptos mediante presentaciones explícitas, tal como demostró Emil Artin en 1947. Un tratamiento elemental siguiendo esta idea se encuentra en el artículo sobre grupos de trenzas. Es posible darle a los grupos de trenzas una interpretación matemática más compleja: como el grupo fundamental de ciertos espacios de configuración.

## Usos
Recientemente la teoría de trenzas ha sido aplicada a la mecánica de fluidos, específicamente en el campo del mezclado caótico en flujos de fluidos. El trenzado de las trayectorias del espacio-tiempo (2+1) dimensionales formadas por el movimiento de barras, órbitas periódicas o "barras fantasmas", y conjuntos casi invariantes han sido utilizados para estimar la entropía topológica de varios sistemas de flujos naturales o inducidos por el hombre, mediante el uso de la clasificación de Nielsen–Thurston.